# ريان واتسون
ريان واتسون (بالإنجليزية: Ryan Watson)‏ (7 يوليو 1993 في المملكة المتحدة - ) هو لاعب كرة قدم بريطاني في مركز الوسط. لعب مع ليستر سيتي ونادي أكرينغتون ستانلي ونادي إيفرتون ونادي نورثامبتون تاون وويغان أتلتيك.

## وصلات خارجية
- ريان واتسون على موقع قاعدة بيانات كرة القدم.إي يو (الإنجليزية)
- ريان واتسون على موقع Soccerway.com (الإنجليزية)
- ريان واتسون على موقع AS.com (الإسبانية)